# Lisa Nowak
Lisa Marie Nowak, nata Caputo (Washington, 10 maggio 1963), è un'ex astronauta statunitense. Ha partecipato alla missione spaziale Shuttle STS-121 come specialista di missione. Nel 2007 è stata arrestata per aver aggredito il capitano della USAF Colleen Shipman con uno spray al peperoncino. È stata destituita dal Corpo degli astronauti NASA nel 2007 mentre nel 2011 è stata congedata con disonore dalla Marina militare statunitense.

## Biografia

### Istruzione e carriera militare
Nel 1985 ha conseguito un Bachelor of science in ingegneria aerospaziale dall'Accademia Navale degli Stati Uniti e nel 1992 un master in ingegneria aeronautica presso la Naval Postgraduate School della California.
Nel 1987 è diventata un pilota della marina. Ha volato per oltre 1.500 ore su più di 30 diversi aeroplani durante la sua carriera militare ottenendo il grado di capitano.

### Carriera di astronauta
Nowak è stata selezionata come astronauta nel 1996 ed è entrata nel corpo degli astronauti del Johnson Space Center nell'agosto dello stesso anno. Dopo l'addestramento è stata qualificata come specialista di missione ed ha volato nella missione STS-121 dello Shuttle.
Il 5 febbraio 2007 è stata arrestata ad Orlando per aver aggredito il capitano della USAF Colleen Shipman, sua rivale in amore, con uno spray al peperoncino. Rilasciata su cauzione (25.500 dollari), venne assolta nel processo dalle accuse di furto con scasso, tentato sequestro e aggressione aggravata ma fu comunque destituita dal corpo degli astronauti. Nel 2009 raggiunse invece un patteggiamento per le accuse di furto d'auto ed aggressione semplice: a seguito di ciò nel 2010 una commissione di inchiesta della Marina ne decretò il declassamento e il congedo con disonore. La sentenza divenne esecutiva nel 2011 dopo la conferma da parte del Segretario alla Marina degli Stati Uniti d'America.
Il film Lucy in the Sky è liberamente ispirato alla sua storia relativamente al coinvolgimento sentimentale avuto con il collega astronauta William Oefelein.

## Vita privata
Nowak è stata sposata con Richard Nowak (da cui ha preso il cognome) ed ha tre figli.